# Banse Waterfalls and Pools
Die Banse Waterfalls and Pools sind Wasserfälle auf der Karibikinsel St. Lucia. 

## Geographie
Der Wasserfall liegt an einem Quellbach der Grande Rivière de l’Anse Noire im Süden von St. Lucia. Er ist eines der Wanderziele im Grenzgebiet der Quarter (Distrikte) Vieux Fort und Laborie. Er liegt auf einer Höhe von ca. 230 m.